# Loigolactobacillus rennini
Loigolactobacillus rennini — вид молочнокислих бактерій родини Lactobacillaceae.

## Етимологія
Видова назва rennini з латини перекладається як сичуг. Крім того, ренін - фермент, який згортає молоко і використовується для виготовлення сиру.

## Відкриття
Вид виділений з реніну у 2006 році та пов'язаний із псуванням сиру. Спершу він описаний як Lactobacillus rennini, а у 2020 році перенесений до роду Loigolactobacillus.